# 奧斯威辛審判
奧斯威辛審判（Auschwitz trial）在波蘭克拉科夫舉行，當時波蘭最高國家法庭審判了40名奧斯威辛集中營前工作人員。 審判於於1947年11月24日開始，1947年12月22日結束。
最著名的被告是前指揮官阿瑟·里貝漢徹、奧斯威辛婦女集中營負責人瑪麗亞·曼德爾和黨衛軍醫生約翰·克萊默。曾在集中營擔任警衛或醫生的其他37名黨衛軍軍官（33名男性和4 名女性）也一併受審。

## 受審名單
對奧斯威辛集中營囚犯的酷刑已經透過非法手段達到了極致，這是審判結果被判處死刑的被告犯下不人道野蠻行為的證據。被告所犯下暴力罪行，他們都或多或少地參與了對囚犯大屠殺，這也表明被告為了快樂而殺人，而不是依照上級的命令。如果不是他們表達了殺人的慾望，他們會對受害者表現出同情，或者至少對他們的困境漠不關心，不會將他們折磨致死。——判决书摘录
| #  | 被告                    | 階級                 | 職位                 | 結果                       |
| -- | ----------------------- | -------------------- | -------------------- | -------------------------- |
| 1  | 阿瑟·里貝漢徹           | 上級突擊隊大隊領袖   | 指揮官               | 絞刑 （1948年1月24日執行） |
| 2  | 漢斯·奧梅爾             | 突擊隊大隊領袖       | 預防性羈押營指揮官   | 絞刑 （1948年1月24日執行） |
| 3  | 馬克西米利安·格拉布納   | 親衛隊下級突擊隊領袖 | 集中營蓋世太保負責人 | 絞刑 （1948年1月24日執行） |
| 4  | 卡爾·莫克爾             | 突擊隊大隊領袖       | 集中營行政經理       | 絞刑 （1948年1月24日執行） |
| 5  | 瑪麗亞·曼德爾           | 集中營女性負責人     | 婦女集中營           | 絞刑 （1948年1月24日執行） |
| 6  | Franz Xaver Kraus       | 突擊隊大隊領袖       | 資訊部門             | 絞刑 （1948年1月24日執行） |
| 7  | Ludwig Plagge           | 親衛隊上級小隊領袖   | 報導官領袖           | 絞刑 （1948年1月24日執行） |
| 8  | Fritz Buntrock          | 親衛隊下級小隊領袖   | 報導官領袖           | 絞刑 （1948年1月24日執行） |
| 9  | Wilhelm Gerhard Gehring | 親衛隊高級小隊領袖   | 衛星集中營指揮官     | 絞刑 （1948年1月24日執行） |
| 10 | Otto Lätsch             | 親衛隊下級小隊領袖   | 衛星集中營指揮官     | 絞刑 （1948年1月24日執行） |
| 11 | Heinrich Josten         | 親衛隊上級突擊隊領袖 | 囚監指揮官           | 絞刑 （1948年1月24日執行） |
| 12 | Josef Kollmer           | 親衛隊上級突擊隊領袖 | 囚監指揮官           | 絞刑 （1948年1月24日執行） |
| 13 | Erich Muhsfeldt         | 親衛隊上級小隊領袖   | 火葬場經理           | 絞刑 （1948年1月24日執行） |
| 14 | Hermann Kirschner       | 親衛隊下級小隊領袖   | 行政人員             | 絞刑 （1948年1月24日執行） |
| 15 | Hans Schumacher         | 親衛隊下級小隊領袖   | 食物供給管理人       | 絞刑 （1948年1月24日執行） |
| 16 | August Bogusch          | 親衛隊小隊領袖       | 行政人員             | 絞刑 （1948年1月24日執行） |
| 17 | 特蕾莎·布蘭德           | 囚監                 | 高級囚監             | 絞刑 （1948年1月24日執行） |
| 18 | Paul Szczurek           | 親衛隊下級小隊領袖   | 區域領袖             | 絞刑 （1948年1月24日執行） |
| 19 | Paul Götze              | 親衛隊分隊領袖       | 區域領袖             | 絞刑 （1948年1月24日執行） |
| 20 | Herbert Ludwig          | 親衛隊上級小隊領袖   | 區域領袖             | 絞刑 （1948年1月24日執行） |
| 21 | Kurt Hugo Müller        | 親衛隊下級小隊領袖   | 區域領袖             | 絞刑 （1948年1月24日執行） |
| 22 | 約翰·克萊默             | 親衛隊上級突擊隊領袖 | 集中營醫生           | 絞刑 （之後減為終身監禁）  |
| 23 | Arthur Breitwieser      | 親衛隊下級小隊領袖   | 行政人員             | 絞刑 （之後減為終身監禁）  |
| 24 | Detlef Nebbe            | 親衛隊突擊隊領袖     | 守衛連中士           | 終身監禁                   |
| 25 | Karl Seufert            | 親衛隊高級小隊領袖   | 囚犯區域管理人       | 終身監禁                   |
| 26 | Hans Koch               | 親衛隊下級小隊領袖   | 消毒人員             | 終身監禁                   |
| 27 | Luise Danz              | 囚監                 | 婦女守衛             | 終身監禁                   |
| 28 | Adolf Medefind          | 親衛隊下級小隊領袖   | 守衛                 | 終身監禁                   |
| 29 | Anton Lechner           | 親衛隊分隊領袖       | 守衛                 | 終身監禁                   |
| 30 | Franz Romeikat          | 親衛隊下級小隊領袖   | 行政人員             | 15年有期徒刑               |
| 31 | Hans Hoffmann           | 親衛隊分隊領袖       | 蓋世太保             | 15年有期徒刑               |
| 32 | Hildegard Lächert       | 囚監                 | 婦女守衛             | 15年有期徒刑               |
| 33 | Alice Orlowski          | 囚監                 | 婦女守衛             | 15年有期徒刑               |
| 34 | Johannes Weber          | 親衛隊突擊隊員       | 廚工                 | 15年有期徒刑               |
| 35 | Alexander Bülow         | 親衛隊突擊隊員       | 守衛                 | 15年有期徒刑               |
| 36 | Eduard Lorenz           | 親衛隊下級小隊領袖   | 守衛                 | 15年有期徒刑               |
| 37 | Richard Schröder        | 親衛隊下級小隊領袖   | 會計人員             | 10年有期徒刑               |
| 38 | Erich Dinges            | 親衛隊突擊隊員       | 守衛                 | 5年有期徒刑                |
| 39 | Karl Jeschke            | 親衛隊上級小隊領袖   | 守衛                 | 3年有期徒刑                |
| 40 | 漢斯·明克（Hans Münch） | 親衛隊下級突擊隊領袖 | 醫生                 | 無罪                       |

## 結果
克拉科夫最高法庭判處23人死刑，17人判處無期徒刑至3年徒刑。所有處決均於1948年1月24日在克拉科夫蒙特魯皮奇監獄進行，該監獄是蓋世太保在第二次世界大戰期間使用“波蘭境內最可怕的納粹監獄之一”。
瑪麗亞·曼德爾（Maria Mandl）及特蕾莎·布蘭德（Therese Brandl）首先被處決，漢斯·明克則是唯一獲判無罪的被告。。